# Children of the Corn (filme)
Children of the Corn (Brasil: Colheita Maldita, Portugal: Os Filhos da Terra) é um filme de terror de 1984 baseado no conto homônimo de 1978 de Stephen King. Dirigido por Fritz Kiersch, o filme tem como atores Peter Horton e Linda Hamilton. Filmado na cidade rural de ficção Gatlin, Nebrasca, o filme conta a história de uma entidade demoníaca referida como "Aquele Que Anda Por Detrás das Fileiras", o qual alicia as crianças da cidade para ritualisticamente assassinarem todos os adultos para assegurar uma colheita de milho adequada. Stephen King fez o esboço original do roteiro, o qual tinha como foco as características de Burt e Vicky e retratava como pano de fundo o levante das crianças de Gatlin. Esse script foi desconsiderado em favor do roteiro de George Goldsmith, no qual havia mais violência e uma estrutura narrativa mais convencional. Até hoje o filme gerou seis sequências com um remake para a televisão. Em 1995 a banda californiana de Heavy Metal Korn fez uma música junto do rapper Ice Cube batizada de Children of the Korn, uma clara referência ao filme.

## Enredo
Na cidade fictícia de Gatlin, localizada ao leste de Nebrasca, Job conta a história de como a cidade se tornou um refúgio seguro para um grupo de jovens cultuadores. A economia da cidade é baseada na agricultura, e a cidade é cercada por vastos milharais. Em um ano em particular, a colheita é péssima e as pessoas de Gatlin ficam em oração em uma tentativa de garantir uma boa safra. Um misterioso menino pregador, Isaac Chroner (John Franklin) aparece e leva todas as crianças de Gatlin para um milharal a fim de explicar a eles sobre as profecias de um demônio dos milharias chamado "Aquele Que Anda Por Detrás das Fileiras". Isaac, através de seu tenente Malachai (Courtney Gains), lidera uma revolução do grupo de crianças da cidade, matando brutalmente todos os adultos da região. Nos anos seguintes, as crianças capturam quaisquer adultos de passagem como sacrifícios.
Alguns anos depois, Burt (Peter Horton), e sua namorada Vicky (Linda Hamilton) passam por Nebrasca em sua rota para o novo trabalho de Burt como médico em Seattle. Uma batalha tem lugar entre o casal, as crianças e "Aquele Que Anda Por Detrás das Fileiras".  Isaac é eventualmente possuído pela criatura e uma batalha ocorre, na qual Burt derrota finalmente a criatura ao queimar o milharal. Burt, Vicky, Job e sua irmã Sarah sobrevivem e são capazes de sair de Gatlin. Assim que Burt se senta no seu carro e está prestes a ligá-lo, uma garota adolescente, que é membro do culto, pula do banco de trás em sua direção e tenta esfaqueá-lo. Burt consegue jogá-la para fora do carro, e Vicky, ávida por sair de Gatlin o mais rápido possível, diz 'Eu não ligo para o que tenhamos de fazer, vamos apenas sair desse lugar', enquanto eles se distanciam de lá.

## Elenco
- Peter Horton como Burt Stanton
- Linda Hamilton como Vicky Baxter
- R.G. Armstrong como Diehl ("O homem velho")
- John Franklin como Isaac Chroner
- Courtney Gains como Malachai Boardman
- John Philbin como Richard 'Amos' Deigan
- Robby Kiger como Job
- Anne Marie McEvoy como Sarah
- Zach Moody como Zach Moody

## Recepção
O filme recebeu dois polegares negativos de Gene Siskel e Roger Ebert no At The Movies. Ambos consideraram o filme extremamente desagradável. Ele é atualmente classificado como 'Rotten' no website Rotten Tomatoes com 37% de 19 críticos considerando um bom filme. Apesar disso, o filme foi um sucesso financeiro, arrecadando mais de $14 milhões nas bilheterias dos Estados Unidos.

## Sequências
O filme teve uma sequência com lançamento nos cinemas:
- Children of the Corn II: The Final Sacrifice, (1993)

Cinco sequências foram posteriormente lançadas diretamente em vídeo:
- Children of the Corn III: Urban Harvest, (1995)
- Children of the Corn IV: The Gathering, (1996)
- Children of the Corn V: Fields of Terror, (1998)
- Children of the Corn 666: Isaac's Return, (1999)
- Children of the Corn: Revelation, (2001)
- Children of the Corn, (2009) (Telefilme)
- Children of the Corn: Genesis, (2011)

Um roteiro para um oitavo filme Colheita Maldita foi escrito por Joe Harris, melhor conhecido por seu filmeDarkness Falls, mas a sequência parece estar no limbo. Há rumores de que o filme não será uma sequência, mas uma recontagem da história original.
Joe Harris declarou o seguinte em 2003 quando foi consultado pela primeira vez para escrever o artigo:
| “ | "COTC8" manterá o espírito do filme original e o conto de Stephen King. Será assustador com núcleos eletrizantes e mortes perturbadores com elementos que você reconhecerá como assinaturas da franquia gorilas (caças pelos milharais, mortes por foices, sexo adolescente, sacrifícios e o retornou triunfante "Daquele Que Anda Por Detrás das Fileiras" incluído). Ele será ambientado em Gatlin e vai traçar a história da cidade como conhecemos. | ” |

## Remake
De acordo com a Variety, a The Weinstein Company contratou Ehren Kruger para reviver a franquia Colheita Maldita. Os Weinsteins disseram  "Nós sentimos que o filme da New World foi uma oportunidade perdida. Se você ler o conto, você tem um grande sentimento para com ele e também há esse significado oculto religioso. Ehren quer atingir em cheio. É popular de se dizer em Hollywood que você está refazendo um projeto mas na maioria das vezes eles são apenas carbono copiando o original. Nós estamos trazendo algo novo para a história."

### TV
Em junho de 2008 foi confirmado que Donald P. Borchers iria escrever e dirigir um remake para a TV do primeiro filme, o qual estrearia no canal Syfy. A produção começou em agosto, e a filmagem foi iniciada em Davenport, mas foi modificada para Lost Nation.(TJC)
O elenco incluiu David Anders, Kandyse McClure, Preston Bailey, Daniel Newman e Alexa Nikolas. O filme foi ao ar em 26 de setembro de 2009 e o DVD foi lançado em 6 de outubro de 2009 pela Anchor Bay. O remake televisivo segue com bastante proximidade a história original apresentada no conto, e não a do filme original.

## Prêmios e indicações

### Prêmios
Festival Internacional de Filmes de Fantasia de Bruxelas
- Melhor filme de fantasia: 1984

### Indicações
Festival de Cinema Fantástico de Avoriaz
- Grande Prêmio (melhor filme): 1985